# Wara
Wara – wieś w Polsce, położona w województwie podkarpackim, w powiecie brzozowskim, w gminie Nozdrzec. Leży nad rzeką San oraz Magierką na pograniczu Pogórza Dynowskiego oraz Pogórza Przemyskiego. Sąsiaduje z Nozdrzcem na północy, na wschodzie z Siedliskami i Wołodzem na południu z Niewistką, a także z Obarzymem (granica przez las), na zachodzie z Izdebkami i Hłudnem.
Przez wieś przebiega droga wojewódzka nr 835, łącząca Grabownicę Starzeńską z Lublinem.
Wzdłuż drogi wojewódzkiej, na lewym brzegu Sanu znajduje się las w Warze, w którym znajdują się takie rośliny jak: jodła, sosna, świerk, dąb, czy brzoza. Są również miejsca, w których występuje jesienią obfitość grzybów.

## Integralne części wsi
| SIMC    | Nazwa         | Rodzaj    |
| ------- | ------------- | --------- |
| 0358003 | Banachówka    | część wsi |
| 0358010 | Chomieńskie   | część wsi |
| 0358026 | Dół           | część wsi |
| 0358032 | Dżyłówka      | część wsi |
| 0358049 | Herb          | część wsi |
| 0358055 | Łucówka       | część wsi |
| 0358061 | Nad Borsukami | część wsi |
| 0358078 | Perczówka     | część wsi |
| 0358084 | Pilasówka     | część wsi |
| 0358090 | Seniusiówka   | część wsi |
| 0358109 | Stadnikówka   | część wsi |

## Historia
Wieś powstała przed 21 lipca 1391, wtedy to pojawił się przywilej lokacyjny na rzecz Sandka. Wieś została powiększona oraz zorganizowana na prawie niemieckim. W 1436 miejscowość wymieniona jest w składzie tzw. dóbr dynowskich. Od początku istnienia jest to wieś typowo rolnicza.
W Warze do obecnych czasów zachowała się drewniana cerkiew greckokatolicka pw. Podwyższenia Krzyża św., zbudowana w 1889 roku, orientowana, konstrukcji zrębowej, na kamiennym podmurowaniu. W 1946 roku zmieniona została na rzymskokatolicki kościół filialny Parafii św. Stanisława Biskupa w Nozdrzcu.
W 1981 roku we wsi rozpoczęto budowę nowego kościoła pw. Podwyższenia Krzyża Świętego. 16 czerwca 1985 roku, ks. biskup Ignacy Tokarczuk, ordynariusz przemyski, dokonał poświęcenia świątyni. W 1985 r. erygowano również samodzielną parafię pw. Podwyższenia Krzyża Świętego należącą do dekanatu Dynów.

## Ludzie związani z miejscowością
W Warze mieszka i tworzy ludowy poeta Józef Cupak, Poezja jego ma kilka nurtów: liryka, satyra, wiersze religijne, refleksyjne, patriotyczne i tzw. okolicznościowe. Stosuje regularne rymy, rytmy, a wiersze jego niosą zawsze jakąś naukę życiową. Pisze o człowieku i dla człowieka .